# L'Ours et les Deux Compagnons
L'Ours et les Deux Compagnons est la vingtième fable du livre V de Jean de La Fontaine situé dans le premier recueil des Fables de La Fontaine, édité pour la première fois en 1668.

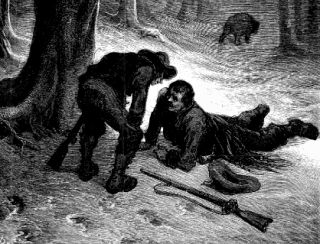
Dessin de Gustave Doré, édition de 1868 des Fables de La Fontaine

## Texte
L'OURS ET LES DEUX COMPAGNONS
[Ésope + Abstémius + Philippe de Commynes]

Deux Compagnons, pressés d'argent,
À  leur voisin fourreur vendirent
La peau d'un Ours encor vivant, 

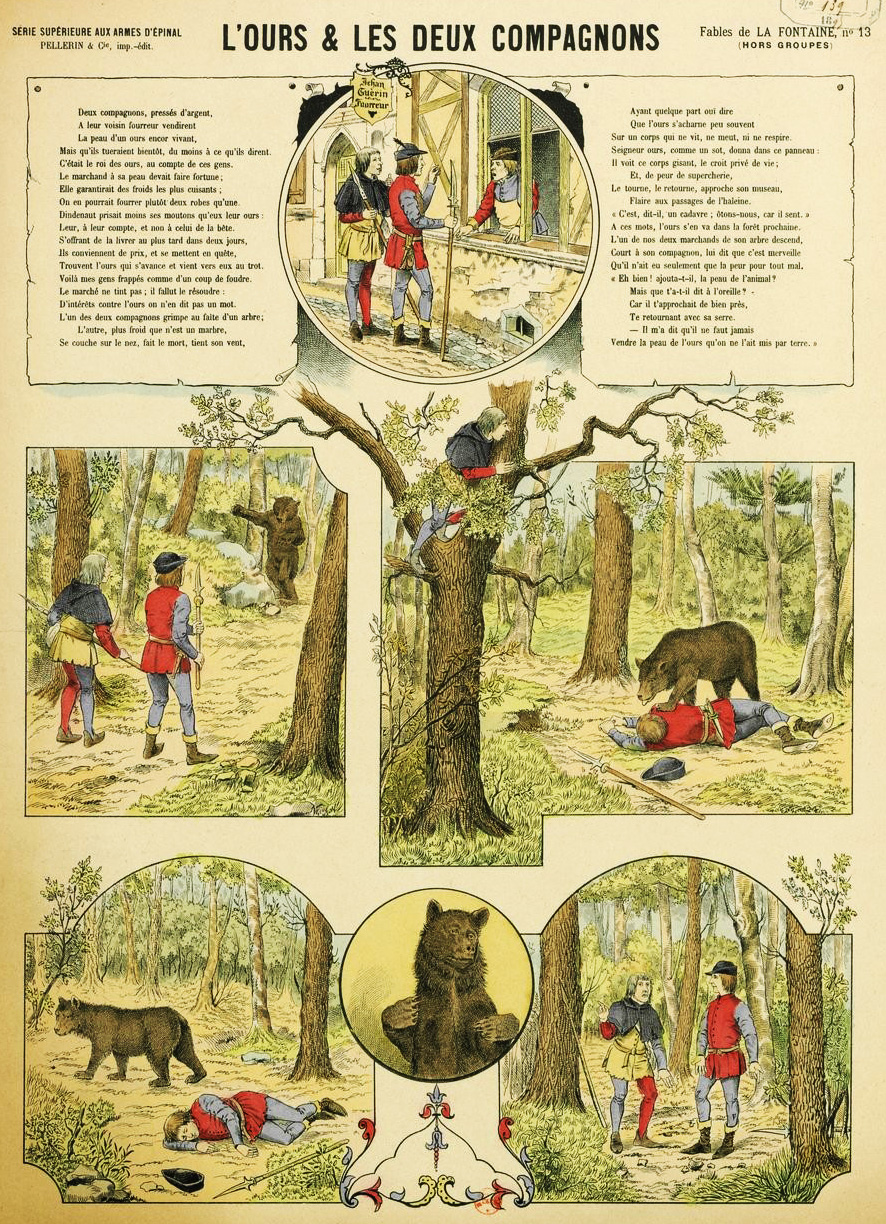
Image d’Épinal, estampe de E. Phosti (1895)

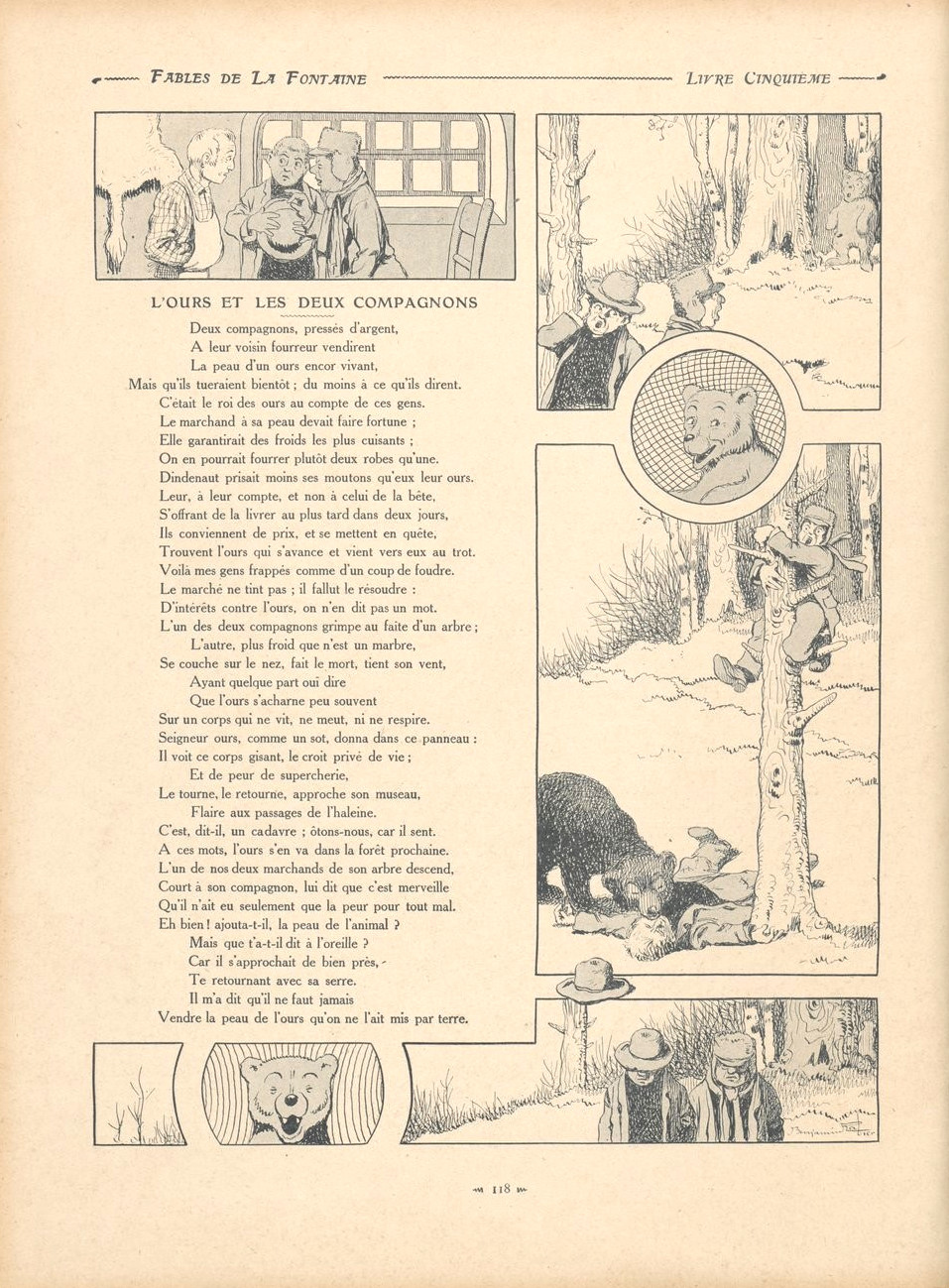
Illustration de Benjamin Rabier (1906)

Mais qu’ils tueraient bientôt, du moins à ce qu’ils dirent. 
C'était le roi des ours, au compte de ces gens.
Le marchand à sa peau devait faire fortune ;
Elle garantirait des froids les plus cuisants ;
On en pourrait fourrer plutôt deux robes qu'une.
Dindenaut (1) prisait moins ses moutons qu'eux leur Ours :
Leur, à leur compte (2), et non à celui de la bête.
S'offrant de la livrer au plus tard dans deux jours,
Ils conviennent de prix, et se mettent en quête,
Trouvent l'Ours qui s'avance, et vient vers eux au trot.
Voilà mes gens frappés comme d'un coup de foudre.
Le marché ne tint pas ;  il fallut le résoudre (3) : 
D'intérêts (4) contre l'Ours, on n'en dit pas un mot.
L'un des deux Compagnons grimpe au faîte d'un arbre ;
L'autre, plus froid que n'est un marbre,
Se couche sur le nez, fait le mort, tient son vent , (5)
Ayant quelque part ouï dire
Que l'Ours s'acharne peu souvent
Sur un corps qui ne vit, ne meut, ni ne respire.
Seigneur Ours, comme un sot, donna dans ce panneau.
Il voit ce corps gisant, le croit privé de vie,
Et  de peur de supercherie
Le tourne, le retourne, approche son museau,
Flaire aux passages de l'haleine.
" C'est, dit-il, un cadavre : ôtons-nous, car il sent. "
À ces mots, l'Ours s'en va dans la forêt prochaine.
L'un de nos deux marchands de son arbre descend,
Court à son compagnon, lui dit que c'est merveille
Qu'il n'ait eu seulement que la peur pour tout mal.
" Eh bien, ajouta-t-il, la peau de l'Animal ?
Mais que t'a-t-il dit à l'oreille ?
Car il s'approchait de bien près,
Te retournant avec sa serre.
- Il m'a dit qu'il ne faut jamais
Vendre la peau de l'ours qu'on ne l'ait mis par terre. "
Vocabulaire
(1) dans Rabelais (Quart Livre, chapitre V-VIII) Dindenaut est un marchand de moutons qui fait l'éloge de ses bêtes à Panurge pour les lui vendre plus cher. Panurge se vengera en lui achetant un mouton qu'il jette à la mer : aussitôt les autres suivent et le marchand lui-même est entraîné par eux et se noie.
(2) d'après leur calcul
(3) rompre, résilier
(4) Quant aux dommages et intérêts pour la résiliation du marché
(5) retient son souffle

## Illustration musicale
- Les Animaux  modèles de Francis Poulenc (1942)